# L'Agent secret (Graham Greene)
 (décembre 2017).
Si vous disposez d'ouvrages ou d'articles de référence ou si vous connaissez des sites web de qualité traitant du thème abordé ici, merci de compléter l'article en donnant les références utiles à sa vérifiabilité et en les liant à la section « Notes et références ».
 (décembre 2017).
- Si vous ne connaissez pas le sujet, laissez ce bandeau (vous pouvez alors contacter les auteurs).
- Si vous supprimez le contenu mis en cause (vous pouvez préalablement contacter les auteurs),

argumentez précisément cette suppression dans la page de discussion
(un manque de référence n'est pas un argument ; une recherche réelle de référence doit avoir été effectuée, être formellement documentée).
Pour les articles homonymes, voir Agent secret (homonymie).
L'Agent secret (The Confidential Agent) est un roman britannique de Graham Greene paru en 1939.
Si l’ouvrage entre dans la catégorie des romans policiers, ou d’espionnage, on peut aussi le qualifier de roman d’atmosphère, tant le climat y est oppressant. L’Agent secret, publié chez William Heinemann à Londres en 1939 raconte le voyage en Grande-Bretagne d’un agent anonyme venant d’un pays inconnu en proie à la guerre civile, et les rebondissements de son séjour contrarié par de mystérieux adversaires.

## L'intrigue
D. (on ne le connaît que sous cette initiale) est un agent envoyé en Grande-Bretagne par son gouvernement pour acheter du charbon indispensable à la population de son pays, ravagé par une guerre civile. Spécialiste des langues romanes, il a découvert le « manuscrit de Berne » de la Chanson de Roland. Il a perdu sa femme pendant un bombardement.
Il est surpris de croiser sur le bateau entre Calais et Douvres un aristocrate, L., qui travaille pour les insurgés. Son bateau arrivant en retard, il rate le train qui doit l’emmener à Londres, où il a rendez-vous avec ses contacts (il n’a pas confiance dans l’ambassade et son déplacement doit rester secret). Il fait la connaissance d’une jeune fille mondaine et superficielle en apparence, Rose Cullen, et découvre qu’elle est la fille de Lord Benditch, le propriétaire des charbonnages qu’il doit rencontrer. La jeune propose 
de louer une voiture et de faire la route ensemble vers Londres en partageant les frais.
La nuit avançant, ils s’arrêtent dans un hôtel-restaurant pour dîner. Miss Cullen est aspirée par sa bande d’amis descendus du bateau, et D. s’impatiente. Ayant eu un incident avec un chauffeur de maître qui fouillait son manteau, après avoir été abordé par L. qui lui offre une somme d’argent importante en échange de ses accréditifs, D. choisit de partir seul et laisse un mot à Rose pour l’avertir. Il est rattrapé sur la route par une voiture conduite par le chauffeur indélicat, dans laquelle se trouvent L. et le directeur de l’hôtel, le « Capitaine » Currie, un fat hostile aux étrangers. Accusé par ce dernier de s’être enfui avec les bagages de Miss Cullen, il est rossé par le chauffeur et dépossédé de sa voiture et de ses affaires. Il réussit péniblement à gagner Londres en faisant de l’auto-stop et arrive à l’hôtel minable qui lui a été indiqué par un commanditaire. Là, il se lie d’amitié avec la jeune réceptionniste, Else, et découvre une invitation à se rendre au « Centre de langue Entrenationo » pour un cours.
D. se rend le lendemain au centre que dirige un utopiste, le professeur Bellows. Il a une leçon d’Entrenationo (une sorte d’espéranto) avec un enseignant un peu minable, nommé par son initiale, K. Celui-ci est en réalité son contact et lui donne l’impression de le surveiller plus que de l’assister. Revenu à l’hôtel, il tombe sur la gérante de l’hôtel, personne désagréable qui rudoie la jeune réceptionniste, et découvre qu’elle a fouillé sa chambre.
Après avoir reçu un appel téléphonique de Rose Cullen, qui a retrouvé sa trace grâce à ses affaires confisquées par Currie, il confie à Else ses documents. En route pour son rendez-vous avec Miss Cullen, il est l’objet d’un attentat, un tireur le ratant de peu. D’abord sceptique, Rose est convaincue par la découverte de la balle, et tombe peu à peu amoureuse de D. Revenu dans sa chambre, il a la surprise d’y trouver la gérante en compagnie de K., et comprend qu’ils sont de mèche.
Au matin, Else lui rend ses documents, qu’elle avait cachés dans ses bas, et il se rend chez Lord Bentitch. Il croise sur sa route quantité de personnages qui lui paraissent inquiétants, et craint pour ses papiers. Parvenu chez Lord Bentitch, il s’aperçoit pendant la réunion avec les industriels que les documents lui ont été volés. Ne pouvant pas prouver sa bonne foi, il doit quitter les lieux sans avoir rempli sa mission, et suppose que le domestique qui l’a introduit dans la demeure a été acheté par ses adversaires et a pris les documents.  Seul l’un de ses hôtes, un patron de mines nommé Forbes, qui est amoureux de Miss Cullen, lui laisse entrevoir une aide. Désireux de prouver ses dires, D. propose à Forbes et à Miss Cullen de l’accompagner à son ambassade. Sur place, ils sont reçus par un diplomate arrogant et hostile, qui met en doute son identité, puis finit par la reconnaître avec mauvaise grâce. D. découvre alors qu’il est recherché par la police pour le meurtre de la jeune Else. Celle-ci a été jetée d’une fenêtre, et un locataire de la pension accuse D. Braquant un revolver sur le diplomate et les policiers qu’il avait appelés, D. s’enfuit et se réfugie dans un appartement inoccupé. Retournant à l’hôtel pour tenter d’éclaircir la situation, il y découvre K. et le contraint à le suivre. Au cours d’une scène où il obtient les aveux de K., qui l’a vendu au camp adverse, D. lui tire dessus, mais le rate. K. Meurt d’une crise cardiaque.
Retrouvant Rose, D. échafaude avec elle un plan consistant à se rendre dans les Midlands, où se trouve la mine de charbon que Lord Bentitch envisage de rouvrir pour approvisionner les rebelles au moyen de livraisons fictives aux Pays-Bas. Il se heurte au conformisme des mineurs, appâtés par l’aubaine que représentent des emplois dans une région en crise. Même le chef du syndicat lui tourne le dos, et s’affiche avec l’envoyé du patron et L., qui a rejoint les lieux. Ce n’est qu’auprès de gamins politisés qu’il trouve un soutien, les adolescents lui offrant de faire sauter le puits à l’explosif. Hélas, l’attentat rate et D. est exfiltré par les soins de Forbes vers un camp de vacances populaires (inspiré des premiers établissements Butlins (en) situé sur la côte, pour y attendre l’occasion de fuir sur le continent.
C’est en réalité un guet-apens, le directeur de l’hôtel n’étant autre que le Capitaine Currie, qui le met aux arrêts et prévient la police locale. Lorsque celle-ci arrive et emmène D., il s’avère que les faux policiers sont envoyés par Rose Cullen. Ayant embarqué sur un petit cargo, D. y retrouve Rose.

## Le contexte
Plus qu’un véritable agent secret, D. est une sorte d’émissaire, un négociateur envoyé par une fraction de son gouvernement pour acheter clandestinement du charbon au Royaume-Uni.
Si l’identité de son pays n’est pas plus citée, on peut penser que l’Espagne a influencé l’écrivain, compte tenu de la date de la parution du roman. Le fait que les marxistes, probablement staliniens, aient pris une influence grandissante dans l’appareil de l’État, (D. se fait traiter de bourgeois suspect par la logeuse de la pension où il a échoué à Londres) et la désignation des rebelles comme servant « une dictature », où les aristocrates tiennent une place importante, renforcent cette impression.
Les achats à l’extérieur de matériel et de matières premières étaient d’ailleurs une réalité pendant la guerre civile. Les gouvernements des démocraties ont dû prendre des positions assez laborieuses pour à la fois proclamer leur non intervention, et fermer les yeux sur des livraisons discrètes de biens achetés en fraude.
Un autre élément tiré du contexte de l’époque est mis en scène dans le livre. Il s’agit des utopies consistant à créer des langues nouvelles, supposées, à l’image de l’esperanto, unir les peuples et gommer les différences nationales. Graham Greene est mi-ironique, mi-sceptique, en décrivant « l’Entrenationo » comme une farce teintée d’imposture, incapable d’endiguer la montée des périls. Les locaux minables du centre, le traitement infligé aux enseignants faméliques, les manies ridicules du Professeur Fellows, le directeur du centre, l’absence évidente d’élèves, tout concourt à discréditer la tentative. Vivant dans un monde d’illusions, Fellows n’attache aucune importance aux événements réels, mais affiche une mine réjouie quand D., au cours d’une réception, lui annonce pour donner le change qu’il envisage de créer une section d’Entrenationo dans son pays.

## La psychologie des personnages
D. est un héros typiquement « greenien ». Il est torturé par la mort de sa femme, et est déchiré entre sa fidélité au régime « démocratique » et les vexations qu’il a subies (la prison, les humiliations, la non reconnaissance de son travail, rappelant la phrase appliquée à Lavoisier : «  la République n’a pas besoin de savants »). Il vit difficilement l’échec de sa mission, y compris dans l’attentat dérisoire de la fin, mais trouve une sorte de transfiguration dans l’amour douloureux et impossible qui lui est voué par Rose. Il ne se fait aucune illusion sur le sort qui l’attend à son retour, et sur la fin de cet amour. Rose elle-même partage ce pessimisme, et y trouve une raison de s’attacher à lui, déclarant à la dernière page du roman : « vous serez bientôt mort (…) vous n’avez pas besoin de me le dire, mais en ce moment… ». La jeune femme évolue au fur et à mesure : mondaine et frivole au commencement de l’action, la petite fille capricieuse fait preuve d’une étonnante maturité, et commence à éprouver de l’attachement puis de l’amour pour cet homme prématurément vieilli et désabusé.
Le dédoublement des personnalités, autre thème cher à l’auteur, s’applique parfaitement à elle : elle est à la fois l’héritière d’un riche capitaliste, et une héroïne romantique volant au secours d’un homme traqué (en s’identifiant aux personnages de la Chanson de Roland), comme elle est en même temps la maîtresse de cet homme et la fiancée d’un associé de son père, à qui elle s’est promise pour obtenir son aide.
Les dernières lignes du livre offrent cependant une petite raison d’espérer malgré tout : « Il était sans désir, il n’avait droit à rien, mais le bonheur les enveloppait de tous côtés, sur ce petit rafiot trépidant. Pour l’agent secret, la confiance sembla renaître dans un monde brutal et soupçonneux ».

## La place du livre dans l'œuvre
Graham Greene ne fut pas satisfait de son travail, accompli pour des raisons alimentaires, et envisagea de le faire paraître sous un pseudonyme. Par chance pour lui, une partie de la critique fut élogieuse.
Pour rédiger, l'auteur s'est réfugié pendant six semaines chez une logeuse, en dehors de son domicile, et a usé de benzédrine, une amphétamine alors en vogue dans les milieux artistiques et littéraires.

## Adaptation au cinéma
Le roman a inspiré le film Confidential Agent (Agent secret en français), tourné en 1945 sous la direction de Herman Shumlin, avec Charles Boyer, Lauren Bacall et Peter Lorre.